# Рольдос Агилера, Леон
Леон Рольдос Агилера (исп. León Roldós Aguilera; род. 21 июля 1942, Гуаякиль) — эквадорский политический и государственный деятель, вице-президент (1981—1984). Брат 30-го президента Эквадора Хайме Рольдоса Агилеры.

## Биография
Родился 21 июля 1942 года в городе Гуаякиль, Эквадор. Изучал право на юридическом факультете Университета Гуякиля, а затем был назначен секретарём местной администрации при мэре Асаде Букараме (тесте своего брата). Он также занимался частной юридической практикой, консультируя в основном банковский сектор. Позже он стал профессором в Университете Гуаякиля и деканом юридического факультета университета Laica Vicente Rocafuerte.
В 1979 году его брат Хайме Рольдос был избран 30-м президентом от популистского политического альянса «Объединение народных сил». Леон был назначен председателем Валютного совета. После гибели Хайме в авиакатастрофе Национальный конгресс избрал Леона Рольдоса вице-президентом в паре с Освальдо Уртадо из партии «Народная демократия», который занял президентское кресло. Уртадо и Рольдос смогли организовать успешную совместную политику, что позволило им сдерживать правительственные инициативы, касающиеся частного внешнего долга и ряда других экономических мер. Однако отношения между ними становились всё более напряжёнными, поскольку Леон Рольдос выступал против принятия правительством частного внешнего долга («сукретизации»).
31 октября 1994 года Леон Рольдос был избран ректором Университета Гуаякиля, проработав на этом посту два срока. В 1992 и 2002 годах Рольдос баллотировался на пост президента Эквадора (сперва под знаменем Эквадорской социалистической партии, затем как независимый кандидат), но так и не смог одержать победу. Он также был избран депутатом конгреса от провинции Гуаяс. 
На всеобщих выборах 15 октября 2006 года Рольдос вновь выдвинул свою президентскую кандидатуру в составе левоцентристского альянса «Сеть этики и демократии» (Red Etica y Democrática) и Демократической левой партии, заняв четвёртое место по результатам голосования с 14,84% от числа поданных голосов. При этом в начале его электоральной кампании в августе 2006 года он сперва вёл с поддержкой примерно 22% избирателей, однако значительная часть её отошла к следовавшему за ним Рафаэлю Корреа.